# Мулехе (муниципалитет)
Мулехе́ (исп. Mulegé) — муниципалитет в Мексике, штат Южная Нижняя Калифорния, с административным центром в городе Санта-Росалия. Численность населения, по данным переписи 2020 года, составила 64 022 человека.

## Общие сведения
Название Mulegé происходит из языка коренных племён народа кочими, населявших полуостров Калифорния, и означает река между скал.
Площадь муниципалитета равна 32 010 км², что составляет 43,3 % от площади штата, а наиболее высоко расположенное поселение Пало-де-Райо, находится на высоте 1188 метров.
На юге он граничит с другими муниципалитетами Южной Нижней Калифорнии: Комонду и Лорето, на севере с другим штатом — Нижняя Калифорния, а также берега муниципалитета омываются водами: на востоке Калифорнийского залива и на западе Тихого океана.

## Учреждение и состав
Муниципалитет был образован 1 января 1972 года, после утверждения Конгрессом штата создания первых трёх муниципалитетов, в его состав входит 381 населённый пункт, самые крупные из которых:
| Код INEGI                  | Населённый пункт                                                                                            | Численность населения (2005 год) | Численность населения (2010 год) | Численность населения (2020 год) |
| -------------------------- | --- | -------------------------------- | -------------------------------- | -------------------------------- |
| 002                        | Всего | 52743                            | 59114                            | 64022                            |
| 0001                       | Санта-Росалия (исп. Santa Rosalía) 27°20′13″ с. ш. 112°16′06″ з. д. (административный центр)                | 9768                             | 11765                            | 14357                            |
| 0066                       | Герреро-Негро (исп. Guerrero Negro) 27°58′19″ с. ш. 114°03′11″ з. д.                                        | 11894                            | 13054                            | 13596                            |
| 0482                       | Альберто-Андрес-Альварадо-Арамбуро (исп. Alberto Andrés Alvarado Arámburo) 27°38′38″ с. ш. 113°23′17″ з. д. | 5757                             | 6902                             | 10897                            |
| 0097                       | Эройка-Мулехе (исп. Heroica Mulegé) 26°53′30″ с. ш. 111°58′53″ з. д.                                        | 3317                             | 3821                             | 3834                             |
| 0015                       | Баия-Тортугас (исп. Bahía Tortugas) 27°41′30″ с. ш. 114°53′44″ з. д.                                        | 2347                             | 2671                             | 2367                             |
| 1435                       | Сан-Франсиско (исп. San Francisco) 27°38′41″ с. ш. 113°25′09″ з. д.                                         | 1944                             | 2152                             | 1919                             |
| 0014                       | Баия-Асунсьон (исп. Bahía Asunción) 27°08′27″ с. ш. 114°17′51″ з. д.                                        | 1242                             | 1484                             | 1453                             |
| 0798                       | Лас-Маргаритас (исп. Las Margaritas) 27°37′07″ с. ш. 113°27′14″ з. д.                                       | 1502                             | 1595                             | 1145                             |
| 0056                       | Эстеро-де-ла-Бокана (исп. Estero de la Bocana) 26°47′53″ с. ш. 113°42′43″ з. д.                             | 901                              | 967                              | 1013                             |
| —                          | Прочие | 14071                            | 14703                            | 13441                            |
| Названия на карте Генштаба | |                                  |                                  |                                  |

## Экономическая деятельность
По статистическим данным 2000 года, работоспособное население занято по секторам экономики в следующих пропорциях:
- сельское хозяйство, скотоводство и рыбная ловля — 28,3 %;
- промышленность и строительство — 17,7 %;
- торговля, сферы услуг и туризма — 51,1 %;
- безработные — 2,9 %.

## Инфраструктура
По статистическим данным 2020 года, инфраструктура развита следующим образом:
- электрификация: 97,5 %;
- водоснабжение: 73,4 %;
- водоотведение: 88,3 %.

## Достопримечательности
На территории муниципалитета расположен потухший вулкан Агуахито, привлекающий туристов.